# Dani Rodrik
Dani Rodrik (Isztambul, 1957. augusztus 14. –) török–amerikai kereskedelmi közgazdász, a Harvard Egyetemen a nemzetközi politikai gazdaságtan professzora.

## Pályafutása
Szefárd zsidó családban született, ősei az Ibériai-félszigetről települtek át az Oszmán Birodalomba. Török állampolgárságát megtartotta, bár évtizedek óta az Egyesült Államokban él.
Isztambulban érettségizett a Robert College amerikai középiskolában, majd felvételt nyert a Harvard Főiskolára. Politikatudományt tanult, részben édesapja kívánságára, majd a Princetoni Egyetemen MPA (Master in Public Affairs) fokozatot szerzett 1981-ben. 1985-ben közgazdaságtanból doktorált szintén a Princetonon. Négy évig tanított a Columbia Egyetemen, majd 1996-ban a Kennedy School of Government professzora lett a Harvard Egyetemen. 2013-tól az Institute for Advanced Study-n a társadalomtudományok professzora, majd 2015-ben visszatért a Harvardra. A London School of Economics vendégprofesszora.
Rodrik kutatási területe a globalizáció, a gazdasági növekedés és fejlődés, valamint a politikai gazdaságtan. Bírálja a szabadkereskedelem túlértékelését. A vezető közgazdászok között arról vált nevezetessé, hogy olyan eklektikus megoldásokat javasol, amelyekben mind az állam, mind a magánszektor pragmatikus módon vannak jelen. Vizsgálatai alapján állítja, hogy a legtöbb iparág azért növelhette sikeresen exportját, mert a piac és az állam egyaránt szerepet játszottak a folyamatban. Rodrik gazdasági tanácsadóként látogatja a fejlődő országokat.
2002-ben Leontief-díjjal tüntették. Felesége, Pinar Doğan szintén a Harvard Egyetem professzora, Çetin Doğan bebörtönzött török tábornok lánya.

## Válogatott publikációi
- Eastern Europe and the Soviet Union in the World Economy (with S. Collins), Institute for International Economics, Washington, D.C., 1991
- The Economics of Middle-East Peace (edited with S. Fischer and E. Tuma), Cambridge, MA, MIT Press, 1993
- Has Globalization Gone Too Far?, Institute for International Economics, Washington, DC, 1997
- Emerging Agenda for Global Trade: High Stakes for Developing Countries (with R. Lawrence and J. Whalley), Overseas Development Council, Washington, DC, 1996
- Nations et Mondialisation : Les Stratégies Nationales de Développement dans un Monde Globalisé, Editions Découverte, Paris, 2008
- One Economics, Many Recipes: Globalization, Institutions, and Economic Growth, Princeton University Press, 2007
- The Globalization Paradox: Democracy and the Future of the World Economy, W.W. Norton, New York and London, 2011
- Towards a Better Global Economy: Policy Implications for Citizens Worldwide in the 21st Century, with Franklin Allen and others, Oxford University Press, Oxford and New York, 2014
- Economics Rules: The Rights and Wrongs of the Dismal Science, W.W. Norton, New York, 2015

## Magyarul megjelent műve
- A globalizáció paradoxona. Demokrácia és a világgazdaság jövője; ford. Felcsuti Péter; Corvina, Budapest, 2014 ISBN 9789631361810
- A közgazdaságtan menő. A "lehangoló tudomány" erényei és gyengéi; ford. Felcsuti Péter; Napvilág, Budapest, 2020